# Liste von Brunnen und Wasserspielen in Freital
Die Liste von Brunnen und Wasserspielen in Freital gibt einen Überblick über einige öffentliche Brunnen und Wasserspiele der Stadt Freital in Sachsen.

## Öffentliche Brunnen und Wasserspiele
- Name/Lage: Nennt den Namen des Brunnens oder eine Umschreibung bei fehlendem Eigennamen und gibt die Geokoordinaten des Brunnens an.
- Straße: Nennt die Straße, an der sich das Objekt befindet.
- Stadtteil: Gibt den Stadtteil an, in dem der Brunnen liegt.
- Beschreibung: Gibt Hinweise zum Alter des Brunnens, zum Künstler, der ihn geschaffen hat oder zum derzeitigen Zustand des Brunnens.
- Bild: Zeigt ein Foto des Brunnens oder des Wasserspiels.

| Name/Lage                             | Straße                                       | Stadtteil   | Beschreibung | Bild |
| ------------------------------------- | -------------------------------------------- | ----------- | --- | ---- |
| Die Badenden (Lage)                   | Dresdner Straße/Heinrich-Zille-Straße        | Potschappel | Als die neue Sparkassenzentrale Freitals errichtet wurde, gestaltete man den Vorplatz des Gebäudes mit den „Badenden“ von Peter Fritzsche. Der Brunnen ist seit 1996 in Betrieb. |      |
| Brunnen am Capitol (Lage)             | Dresdner Straße                              | Döhlen      | Nach Abrissarbeiten wurde 2006 am früheren „Capitol“-Kino ein Park angelegt, in dessen Zentrum sich der Brunnen befindet. |      |
| Freitaler Nase (Lage)                 | Am Markt                                     | Potschappel | Geschaffen wurde dieser Brunnen 1925 vom Kunstschlosser Richard Rothenberger. Er befindet sich an der südlichen Seite des Potschappler Marktplatzes. |      |
| Fontäne im Goethepark (Lage)          | Goetheplatz                                  | Deuben      | Der Goethepark wurde 1902 als König-Albert-Park angelegt, das Zentrum bildet ein kleiner Teich mit Fontäne. |      |
| Kopfwaschbrunnen (Lage)               | Dresdner Straße/Turnerstraße („Turnerplatz“) | Potschappel | Den Kopfwaschbrunnen schuf Peter Fritzsche im Jahr 1982. Er steht auf der „Turnerplatz“ genannten Ecke Dresdner-/Turnerstraße gegenüber dem Gasthof zum Goldenen Löwen. |      |
| Wasserspiel im Mühlenviertel (Lage)   | Brückenstraße/Fröbelweg                      | Deuben      | Das Wasserspiel befindet sich in der Fußgängerzone des in den 1990er Jahren gebauten „Mühlenviertels“. Es ist die meiste Zeit außer Betrieb. |      |
| Brunnen am Neumarkt (Lage)            | Dresdner Straße/Neumarkt                     | Döhlen      | Der Brunnen stammt aus dem Jahr 1976 von Peter Pechmann. |      |
| Brunnen vor dem Rathaus Döhlen (Lage) | Lutherstraße                                 | Döhlen      | 1933 wurde die Figur als „entartete Kunst“ abgebaut, seitdem stand nur noch das Becken vor dem ehemaligen Rathaus. 2013 wurde die nach alten Motiven neu geschaffene Figur wieder auf den Brunnen aufgesetzt und die gesamte Anlage in Betrieb genommen.                                             |      |
| Rotkopf-Görg-Brunnen (Lage)           | Platz des Handwerks                          | Potschappel | Der Rotkopf-Görg-Brunnen wurde 2008 von Jochen Müller geschaffen und befindet sich am Platz des Handwerks vor dem Potschappler Bahnhof. |      |
| Storchenbrunnen (Lage)                | Albert-Schweitzer-Straße                     | Döhlen      | Der Storchenbrunnen wurde 1838 von Fritz Schlesinger geschaffen und stand lange Zeit direkt an der Dresdner Straße in Neudöhlen. Der Brunnen befand sich bis 2009 in desolatem Zustand, wurde dann von Andreas Händel aufgearbeitet und 2012 an den neuen Standort, umgeben von einem Park, gesetzt. |      |